# 與其訴說夢想不如高歌夢想
《與其訴說夢想不如高歌夢想》（日语： Yume Kataru yori Yume Utaō）是Aqours的单曲，于2016年8月24日由Lantis发行。

## 概要
本单曲是《Love Live! Sunshine!!》推出的组合Aqours的单曲，也是动画《Love Live! Sunshine!!》的片尾曲。初回限定CD还随机附赠了Aqours人物卡片一张（共9种）。
与前代动画《Love Live!》的片尾曲一定能听见青春的声音及无论何时都一直相似，每一话片尾曲的演唱者均有所不同。
发行首日在Oricon公信榜排名第5，发行首周以约4万张的销量在Oricon公信榜周榜排名第3。当月销量位列Oricon单曲榜第14位及动画单曲第3位.

## 收录曲目
括号中的中文翻译仅供参考，并非官方翻译。
1. （與其訴說夢想不如高歌夢想）
  - 作詞：畑亚贵，作曲、编曲：山口朗彦（日语：山口朗彦）
2. （Sunshine闪亮音头）
  - 作詞：畑亚贵，作曲：伊藤真澄，編曲：EFFY
3. （Off Vocal）
4. （Off Vocal）